# Дьяков Валентин Олександрович
Валентин Олександрович Дьяков (2 вересня 1925, село Рождественське Тамбовської губернії, тепер Розсказовського району Тамбовської області, Російська Федерація — 22 грудня 2010, місто Москва, Російська Федерація) — радянський державний діяч, заступник голови Ради міністрів Російської РФСР. Депутат Верховної ради РРФСР 7—9-го скликань.

## Біографія
Після закінчення школи в 1943 році був призваний до Червоної армії, закінчив Сімферопольське кулеметно-мінометне училище. Служив у 103-му запасному стрілецькому полку 37-ї запасної стрілецької дивізії, 23-му стрілецькому полку та 149-му гаубичному артилерійському полку, воював командиром мінометного розрахунку, командиром відділення зв'язку, був поранений. Учасник німецько-радянської війни.
Член ВКП(б) з 1944 року.
Після війни закінчив Московський інститут народного господарства імені Плеханова. Шість років поспіль обирався секретарем партійного комітету інституту.
У 1959—1962 роках — секретар, 2-й секретар, 1-й секретар Москворецького районного комітету КПРС міста Москви.
У 1962—1963 роках — завідувач відділу адміністративних органів ЦК КПРС по РРФСР.
5 березня 1963 — 13 лютого 1976 року — заступник голови Ради міністрів Російської РФСР. Займався питаннями торгівлі, споживчої кооперації та побутового обслуговування населення.
У 1976—1978 роках — торговий представник СРСР у КНДР.
У 1978 — після 1986 року — торговий представник СРСР у Народній Республіці Болгарії.
Після повернення з Болгарії — на пенсії. Жив у Підмосков'ї, на дачі. 
Помер 22 грудня 2010 року. Похований на Кунцевському цвинтарі Москви.

## Звання
- лейтенант

## Нагороди
- орден Жовтневої Революції
- орден Вітчизняної війни ІІ ст. (1985)
- два ордени Трудового Червоного Прапора
- орден Дружби народів (30.08.1985)
- орден Червоної Зірки (16.09.1944)
- орден Слави ІІІ ст. (10.03.1945)
- медаль «За відвагу» (18.08.1944)
- медаль «За взяття Кенігсберга» (1945)
- медаль «За перемогу над Німеччиною у Великій Вітчизняній війні 1941—1945 рр.» (1945)
- медаль «У пам'ять 850-річчя Москви»
- медалі
- орден «Народна Республіка Болгарія» (Болгарія) І-го і ІІ-го ступенів
- орден Державного прапора (КНДР) ІІІ ст.